# Camerolaiet
Het mineraal camerolaiet is een gehydrateerd koper-aluminium-antimoon-sulfaat-carbonaat met de chemische formule Cu4Al2(HSbO4,SO4)(OH)10(CO3)·2(H2O).

## Eigenschappen
Het doorzichtig blauwgroene camerolaiet heeft een zijdeglans, een lichtgroene streepkleur en de splijting is goed volgens de kristalvlakken [100] en [001]. Camerolaiet heeft een gemiddelde dichtheid van 3,1 en de hardheid is 3. Het kristalstelsel is monoklien en het mineraal is niet radioactief.

## Naamgeving
Het mineraal camerolaiet is genoemd naar de Franse mineralenverzamelaar Michel Camerola.

## Voorkomen
De typelocatie van camerolaiet is gelegen in Cap Garonne, Var, Frankrijk. Het wordt ook gevonden in Lubietová, Banská Bystrica, Banskobystricky Kraj, Slowakije.